# Future Tactics: The Uprising
Future Tactics: The Uprising est un jeu vidéo de tir tactique développé par Zed Two et édité par Crave Entertainment, sorti en 2004 sur Windows, GameCube, PlayStation 2 et Xbox.

## Accueil
- Jeuxvideo.com : 8/20[1] - 6/20 (PC)[2]